# Města rudých nocí
Města rudých nocí (v anglickém originále Cities of the Red Night) je román amerického spisovatele Williama Sewarda Burroughse z roku 1981. V češtině vyšel v roce 1999 v nakladatelství Volvox Globator v překladu Martina Šilara. Jde o první část trilogie, kterou dále tvoří knihy Místo slepých cest (1983) a Západní země (1987). Děj se odehrává v několika rovinách v rozmezí několika staletí. V první, odehrávající se v 18. století, popisuje život v pirátské kolonii Jamese Missona (stejnému tématu se Burroughs věnuje i ve své pozdější knize Ohyzdný duch). Druhá, odehrávající se ve 20. století, sleduje soukromého detektiva, pátrajícího po ztraceném chlapci, který byl unesen za účelem využití v sexuálním rituálu.